# Ulrich Schreck
Ulrich Schreck   (Tauberbischofsheim, 11 de març de 1962) és un tirador d'esgrima alemany, ja retirat, especialista en floret, guanyador de dues medalles olímpiques. Es casà amb la també tiradora d'esgrima Monika Weber-Koszto.
El 1988, sota bandera de la República Federal Alemanya, va prendre part en els Jocs Olímpics d'Estiu de Seül, on disputà dues proves del programa d'esgrima. En la competició del floret per equips guanyà la medalla de plata, mentre en la del floret individual fou quart. Quatre anys més tard, als Jocs de Barcelona, i sota bandera de la recentment Alemanya unificada, tornà a disputar dues proves del programa d'esgrima. En la prova del floret per equips guanyà la medalla d'or, mentre en la del floret individual fou divuitè.
En el seu palmarès també destaquen quatre medalles en el Campionat del món d'esgrima, una d'or i tres de plata, entre el 1985 i el 1991, així com el campionat alemany de floret individual de 1991.
Una vegada retirat passà a exercir d'entrenador al Federal Performance Center de Bonn. Del 1993 al 2004 va ser entrenador de l'internat de la DFB i del 2004 al 2021 va ser l'entrenador nacional principal de floret masculí.